# 진도북놀이
진도북놀이(珍島북놀이)는 대한민국 전라남도 진도군에서 행해지는 북놀이이다. 1987년 8월 25일 전라남도의 무형문화재 제18호로 지정되었다.

## 개요
전라남도 진도 지방에서 전해오고 있는 북놀이.내용전라남도 진도 지방에서 전해오고 있는 북놀이. 북을 장구처럼 비스듬이 어깨에 메고 쌍북채를 사용하여 자유로운 가락과 묘기를 변화무쌍하게 구사하는 북놀음의 일종이다.북놀이의 유래는 모북(일명 모방고)에서 시작하여 모북을 칠때는 삿갓을 쓰고 모꾼앞에서 북채를 양손에 갈라쥐고 북채를 지휘봉 삼아 뜬포나 줄틀린 모폭을 지적하여 북을 치며 모소리(일명 상사소리)에 맞추어 부르며 북놀이춤의 모심가를 하면서 피로를 느끼지 않고 작업이 진행될 때 꽹과리·징·북 등은 필수 타악기로 구성되며 모방고굿·농작굿·길군악 등에 춤사위가 곁들여지고 북춤놀이·북춤굿이 되는 것에서 비롯되었다.진도는 섬지역으로서의 강인한 생명력과 기예에 뛰어난 무속인이 많이 존재하며 지역민들의 편의를 도모할 뿐만 아니라 이들은 기예가 뛰어나 마을의 여러 예능과 놀이들을 재창조하는데 일조를 했는데 그 중 대표적인 것으로 씻김굿, 관가, 다시래기, 북춤, 신청농악 등은 그들의 창조물이다.이러한 놀이들은 마을 축제나 장례, 결혼 등 의식절차나 농사과정에서 행하여졌고 이런 문화의 원류는 무굿과 풍물놀이에서 시작되었고 그 중에서 북춤은 가장 오래된 놀이이며 소리와 춤사위로 모든 민속예술의 기초가 되었다.춤의 특징은 느린 굿거리에서 무게 있는 춤을 추며 내면적인 감정을 나타내는 춤사위를 구사하기도 하며 때로는 투박스럽게 뛰고 힘차게 북을 울려 생동감을 주는 자연스럽고 단순한 춤사위를 연출하기도 하는 등 예술의 다양함을 맛볼 수 있다.춤사위의 가락으로 북판을 칠 때 가위질하듯 X자형으로 번갈아치고 가락을 넘길때는 끝에서 앞으로 밀어 배터주는 기법과 주로 발동작은 제자리춤, 전후로 전진, 후진, 제자리 후진하기, 뛰면서 원선상을 회전하는 기법으로 아주 독특하다.진도북춤의 전수로는 산청농악과 지산면 소포농악과 같은 마을 풍물을 중심으로 한 전수과정을 통해 발전하던 것을 일제시대 중에 진도읍 성내리에 무속인 중심의 산청에 전통민속 국악기를 전수하는 예기조합을 성립하여 북춤을 전수하기 시작하면서 회장 최상인, 부회장 채중인을 중심으로 매년 당대나 풍년을 기원하는 풍당굿을 행하였다.이 때 설북 김행원씨는 북춤놀이가 뛰어났고 이 기능은 양태옥, 소포농악의 박관용을 중심으로 이어졌으며 가락은 박병천, 박병윤, 박복남으로 이어져 있다. 또한 소포리농악대에 설북 박태주의 기능은 박관용, 김관우로 이어져서 김내식, 조열환씨와 활동하고 있다.1954년 진도민속국악원이 창립되어 후진양성이 활발하게 이루어졌고 1984년 북춤놀이보존회를 조직하였다. 1983년·1984년·1985년 명무전에 북춤을 선보여 전국적으로 알려지기 시작하였고 1985년 광주남도문화예술관에서 발표회를 가져 최우수상을 수상하였다. 1988년 '88올림픽대회 참가와 1993년 대전박람회에 참가한 바 있다.복색은 처음에는 다른 농악과 마찬가지로 무명바지 저고리에 짚신 차림이었으나 점차 전문성을 띤 농악으로 변하여 화려해지고 근래에 와서는 북춤이 한층 오락적이거나 예술적으로 변하면서 농악복색과 다르게 나타나고 있다. 1987년 전라남도 무형문화재 제18호로 지정되었다

## 보유자
| 구분   | 성명 (생년월일) | 성별 | 기예능 | 주소                         | 인정·해제일자   | 비고 |
| ------ | --------------- | ---- | ------ | ---------------------------- | --------------- | ---- |
| 보유자 | 이희춘 (李熙春) | 남   | 북놀이 | 진도군 의신면 운림산방로 314 | 2015.8.6 인정   |      |
| 보유자 | 김병천 (金炳千) |      |        | 진도군 의신면 칠천길 39-7    | 2019.12.26 인정 |      |

## 참고 문헌
- 진도북놀이 - 국가유산청 국가유산포털